# Tyson Ross
Tyson William Ross, ameriški bejzbolist, * 22. april 1987, Berkeley, Kalifornija, ZDA.
Ross je ameriški poklicni metalec in trenutno član ekipe San Diego Padres.

## Ljubiteljska kariera
Hodil je na srednjo šolo Bishop O'Dowd High School v Oaklandu, ki stoji le nekaj kilometrov od stadiona, na katerem je kasneje igral kot član ekipe Oakland Athletics. Nato se je vpisal na prestižno University of California, Berkeley, pri kateri je igral za tamkajšnjo bejzbolsko ekipo.

## Poklicna kariera

### Nižje podružnice
Ross je bil s strani ekipe v Oaklandu izbran v drugem krogu nabora lige MLB leta 2008. 
Na stopnji Single-A je v letu 2008 v 6 nastopih dovoljeval po 4,66 teka. V skupno 19,33 menjave je dovolil 11 tekov (10 zasluženih) in 16 udarcev v polje ob 16 izločitvah z udarci in 5 prostimi prehodi na bazo. Leto 2009 je ponovno začel na stopnji Single-A, tokrat kot član začetne postave, in v 18 tekmah zbral 5 zmag, 6 porazov in dovoljeval po 4,17 teka. V 86,1 menjave je dovolil 49 tekov (40 zasluženih) pri 78 udarcih v polje, z udarci izločil 82 odbijalcev in dovolil 33 prostih prehodov na bazo. Sezono je zaključil na stopnji Double-A v Midlandu, kjer je v 9 začetih tekmah zbral 5 zmag in 4 poraze ter dovoljeval po 3,96 teka. V 50 menjavah je dovolil 22 tekov pri 40-ih udarcih v polje, 31-ih izločitvah z udarci in 33-ih prostih prehodih na bazo. 

### Liga MLB
V sezoni 2010 je bil ocenjen kot 6. najbolj obetaven igralec v klubu. Kljub temu, da je sezono preživel na stopnji Double-A in da je z ekipo igral le na petih tekmah na spomladanskem uigravanju, je bil na seznamu 40-ih mož ekipe. Prvič je v ligi MLB nastopil 7. aprila 2010 na tekmi proti ekipi Seattle Mariners. V 2,33 menjave je dovolil 1 udarec v polje in nič tekov. Z udarci je izločil prvega odbijalca, s katerim se je soočil, vzornika iz otroštva Kena Griffeya mlajšega, in nato dovolil prost prehod na bazo. V njegovem naslednjem nastopu, 11. aprila, je metal v treh menjavah proti ekipi Los Angeles Angels of Anaheim in zabeležil svojo prvo ubranjeno tekmo. 11. maja 2011 je, navkljub neubranjeni tekmi, proti ekipi Texas Rangers uknjižil svojo prvo zmago.

### Zaloga metov
Ross uporablja štiri različne mete. Njegov glavni met je 4-šivna hitra žoga, ki jo meče pri hitrostih od 145-152 km/h, uporablja pa še 2-šivno inačico (143-149 km/h), drsalca (135-143 km/h) in spremenljivca (140-143 km/h), ki ga uporablja proti levičarjem. V položajih z dvema udarcema proti desničarjem pogosto uporabi svoj drsalec.